# Friedrich August Weihe
Friedrich August Weihe (* 1721 in Hordorf; † 1771 in Gohfeld) war ein deutscher evangelisch-lutherischer Pfarrer. Als Erweckungsprediger wurde er als Zentralfigur der pietistischen Erweckung in Minden-Ravensberg zu deren Auslöser wie zu deren dominierendem Gestalter während der zweiten Hälfte des 18. Jahrhunderts.

## Leben

### Herkunft
Weihe entstammte einer seit der Reformationszeit über viele Generationen hinweg dem Raum um Halberstadt auch geistlich dem lutherischen Pfarrberuf verbundenen Familie. Sein Vater, Pfarrer Andreas August Weihe (1675–1740) und seine Mutter Anna Margareta Latermann (* 1676) waren bei seiner Geburt bereits im fortgeschrittenen Alter.

### Studium
Nach Besuch der Domschule Stephaneum zu Halberstadt studierte Weihe ab Sommersemester 1739 bis 1741 evangelische Theologie an der Friedrichs-Universität zu Halle, dem Zentrum des Franckeschen Pietismus wie der Aufklärung. Starke missionarische Impulse lehrte in Halle der Orientalist und Theologe, zugleich Begründer des Institutum Judaicum et Muhammedicum in Halle, Johann Heinrich Callenberg (1694–1760). Theologisch bestimmte der pietistische Lutheraner Siegmund Jakob Baumgarten (1706–1757) zu Weihes Studienzeit die Fakultät. Weihe fand Quartier beim Francke-Schüler, Spener-Freund und führenden Kontroverstheologen seiner Zeit Joachim Lange, bis ihn der frühe Tod des Vaters im Mai 1740, dazu der Tod eines Bruders und zweier Schwestern, zum Abbruch des Studiums zwang.

### Wirken als Prediger, Seelsorger und Dichter
Ab 1742 bis 1750 diente Weihe aus privater Notlage als Feldprediger beim preußischen Militär im Infanterie-Regiment Fürst Dietrich von Anhalt in Bielefeld, wo er 1743 ordiniert wurde. Im Einsatz bei der Schlacht von Kesselsdorf nahm Weihe aktiv am Zweiten Schlesischen Krieg teil. Als Französisch-Dolmetscher diente er auch zur Zeit des Siebenjährigen Krieges den Truppen des britisch-preußischen Bündnisses unter dem Erbprinzen von Braunschweig während des Gefechts von Gohfeld (1759) und der Schlacht von Minden. Seine Zeit als Feldprediger beim preußischen Militär führten bei ihm zu gesundheitlichen Schäden, die bis zu seinem Tod (1771) regelmäßig längere Krankheitszeiten verursachten. Im Gohfelder Pfarramt öffnete Weihe sein Haus als Quartiergeber wechselweise für die preußischen Alliierten, darunter Herzog Wilhelm August von Cumberland, Erbprinz Carl von Braunschweig, zweimal auch für den französischen Generalstab um Generalleutnant (späteren Marschall von Frankreich) Herzog de Brissac sowie für General Richelieu. Als Briefkorrespondent pflegte Weihe über Jahrzehnte den Kontakt zu ranghohen Soldaten seiner aktiven Zeit.
Am 7. März 1751 wurde Weihe in die Pfarrstelle zu Gohfeld, Fürstentum Minden, eingeführt, die er zwei Jahrzehnte lang bis zu seinem Tod bekleidete. Das erste Jahrzehnt im „sittlich verwahrlosten“ Gohfeld dominiert pädagogisches Bemühen: bibelkundliche Bildung, Katechismusstunden (auch) für Erwachsene, belehrende „Freitagsgottesdienste“ und sonntägliche Kinderlehre ergänzen die „wörtlich concipirte“ Lehr- und Bußpredigt. Schwarmgeisterei ablehnend, hielt Weihe Distanz zu den Versammlungen der Herrnhuter Diasporabrüder. Erst das zweite Gohfelder Jahrzehnt ließ den predigenden Pädagogen zum intensiven Seelsorger werden. Seine ausgedehnte Briefseelsorge baute im westfälisch-niedersächsischen Umkreis ein weites Beziehungsnetz zu bürgerlichen (nicht bäuerlichen) Kreisen (darunter viele Pfarrer, Lehrer, Militärs, Gelehrte u. a.) und zahlreichen Familien des Landadels auf. Postum werden vom Sohn Karl Weihe mehr als 330 Briefe (in 2 Bdn.) veröffentlicht [3]. In pietistisch geprägter, christozentrischer Lieddichtung, vornehmlich bestimmt zur häuslichen Erbauung, verdichtete Weihe schon in den 1750er Jahren, weithin ohne offene Kontroverse mit „der Aufklärung“, seine seelsorgerliche Botschaft in „altevangelischer“ Anbindung an luth. Orthodoxie (Josua Stegmann, Paul Gerhardt, Johann Franck, Justus Gesenius u. a.) und frühen Pietismus (Johann Arndt u. a.). 1763 werden 50 erste Lieder gedruckt; spätere finden sich reichhaltig auch in der Seelsorge-Korrespondenz. Etwa 240 Gedichte sehr unterschiedlicher Länge sind insgesamt bekannt. Nur einzelne Strophen gelangten in offizielle kirchliche Gesangbücher des 18., 19. und noch des 20. Jahrhunderts; recht zahlreich haben freikirchliche Liedsammlungen sie jedoch aufgegriffen. Als geistlicher Herzensfreund, poetischer Bewunderer und diakonischer Förderer (Spendensammler und -vermittler) pflegte Weihe über Jahrzehnte hinweg eine intensive Verbundenheit zum Waisenhaus im schlesischen Bunzlau und dessen Gründer Ernst Gottlieb Woltersdorf (1725–1761).
Biografisch wie theologisch bestimmend wirkte sich der Brand des Gohfelder Pfarrhauses am 24. Oktober 1763 aus, der alles Hab und Gut in Asche legte, für Weihe jedoch zur Glaubensstärkung werden sollte: „Verbrennet, ihr Güter! Ich singe!“. Mehr als zwei Jahre blieben die verkohlten Trümmer liegen, bis ihn sein Gemeindeglied J. H. Löhmann (1721–1779) erst 1766 zu mehrwöchigen Kollektenreisen für den Pfarrhaus-Neubau gewann: zuerst zur Mennonitengemeinde nach Amsterdam, dann auch zur Mennonitengemeinde ins dänische Altona, woraus wertvolle Kontakte erwuchsen. Aus dem Gemeindepfarrer wurde binnen kurzem der imposante Erweckungsprediger, der große Hörerzahlen um sich scharte. Bald löste Weihes Predigtweise eine von Gohfeld sich ausbreitende „Erweckung“ (Glaubensaufbruch, tiefgreifende Belebung der Volksfrömmigkeit) aus, die in den Folgejahren bis etwa 1780 zwischen Stadthagen und Gütersloh bis Lippstadt weite Kreise zog. Durch Weihes Predigt „erweckt“, inspirierte der Gohfelder unzählige Amtsbrüder zu Erweckungspredigten in umliegenden Orten, aber auch Laien wie Bernhard Henrich Sasse (1746–1779, Kirchlengern) oder Johann Jürgen Koch (1743–1816, Löhne) zu umfangreichen erbaulichen Lieddichtungen, die bis in die Gegenwart hinein in amerikanischen Gemeinden mit altpietistischer Tradition in Gebrauch stehen. Nicht nur die Briefseelsorge, auch die Dichtkunst Weihes erfuhr im Durchbruch der „Erweckung“ eine neue Intensität, Vertiefung und Qualität. In engem, kontinuierlichem Austausch mit Mitgliedern der wohlhabenden Reederfamilie van der Smissen in Altona (mehrfach auch gegenseitige Besuche) entfaltete sich eine Herzensfreundschaft, die noch bis in die gemeinsamen Eheschließungen der Enkelgeneration Fortsetzung fand.

## Familie und Nachfahren
Weihes Verlobte, eine Tochter des Geistlichen Inspektors Schiele aus Herford, starb 1743 wenige Tage vor der Hochzeit. Aus zwei Ehen Weihes (1747 mit Anna Louise Menge/Menze, gestorben 1749; 1751 mit Christina Louisa Scheffer, gestorben 1802) gingen zehn leibliche Kinder hervor. Zudem fanden vier Adoptivkinder aus den Familien seiner Geschwister im Gohfelder Pfarrhaus Aufnahme [7]. In der 1. Ehe wurde ein Sohn geboren, der wenig später starb. Aus der 2. Ehe gingen bis November 1771, vier Wochen vor Weihes Tod, neun Kinder hervor, darunter eine offensichtlich ungetauft gebliebene, nicht im Kirchenbuch dokumentierte Totgeburt (etwa 1769). Ein Mädchen von drei Jahren (Lena, 1762) und ein Sohn von acht Jahren (Fritz, 1764) sowie drei Kleinkinder [Sohn aus 1. Ehe, 1749; unbekanntes Kind (Totgeburt?) um 1768; Sohn 1771] starben zu Weihes Lebzeiten. So konnte Weihe bei der Beisetzung seines im November 1771 tot geborenen Kindes, die er wenige Tage vor seinem eigenen Tod sterbenskrank selbst vollzog, die auf die Gemeinde tiefen Eindruck hinterlassenden Worte sprechen, er habe nun eine Frau mit fünf Kindern im Himmel und eine Frau mit fünf Kindern auf Erden [8]. Ein privates Glück blieb häufig von heftigem persönlichem Leid verdunkelt. So starb die dreijährige Tochter Christiana Magdalena („Lena“) Florentina nach qualvoller Krankheitszeit im Sommer 1762: „Oft mussten wir alle für [=vor] Freude und Traurigkeit überlaut weinen“, berichtete der Vater, der das Kind voller Erlösungsgewissheit als „Königstochter“ titulierte. Zwei Jahre später, am 7. April 1764, starb sechsjährig der Sohn Friedrich Gustav. Am Morgen des 4. November 1766 starb, unmittelbar nach seiner Taufe und nur wenige Tage nach dem Einzug in ein neues Pfarrhaus, der erst tags zuvor geborene Sohn Friedrich August. Dabei blieben Weihes Lebensverhältnisse bis 1763 von leidvollen Umständen, die mehrmals zu großer Hoffnungslosigkeit und akuten Todesahnungen führten, eingeschränkt. Mehrere längere Krankheitsperioden 1761, 1762, 1763 und 1765 machten Weihe des Schreibens unfähig. Hinzu kamen unsägliche, feuchte, allzu ungeschützte Wohnverhältnisse. „Mein Haus ist ein Siechhaus, meine liebe Frau ist höchst elend“, fasste Weihe seine Lage im Herbst 1764 zusammen. 
Unter seinen Söhne, Enkeln und Urenkeln gibt es eine Reihe, die als evangelische Pfarrer in Westfalen im Amt waren. Weihes Enkel Carl Ernst August Weihe wurde Arzt und ein renommierter Botaniker. Sein Ururenkel August Weihe war Arzt und ein Vertreter der Homöopathie.

## Rezeption
Weihes einflussreiches Wirken (bis zum Tod am 15. Dez. 1771) erfasste multiplizierend bis in die dritte Generation zahllose „Schüler“, darunter „Stundenhalter“, jüngere Amtsbrüder, Intellektuelle, Schullehrer, Verleger und Konsistorialräte. In der Figur des Predigers Krigelius (im Roman Leben und Schicksale des Martin Dickius) konnte der Aufklärer Johann Moritz Schwager Weihe bereits 1777 kritische Wertschätzung zollen. Inmitten schonungslos beißender Satire, die Ravensbergs pietistische Prediger und Gemeinden völliger Lächerlichkeit preiszugeben suchte, blieb Weihe, dem die Bildungsfeindschaft nahezu aller seiner „Nachfolger“ keineswegs eignete, dem Antipoden auch später noch als „…ein weyland großer Mann in Westphalen“, freilich als „Poltermaschine“, die „mit starker Lunge und breiten Fäusten“ zu predigen wusste, gewisser Anerkennung würdig. In heftigem Kampf gegen allen „Rationalismus“, unter gnadenlosem Spott aus beiden Lagern, trugen Weihes weniger intellektuelle Epigonen die geistliche Früchte seines Wirkens in folgenden Jahrzehnten als Prediger, Chronisten und Apologeten noch bis weit ins 19. Jahrhundert hinein.
Weihes Lieddichtung, von der etwa 240 Titel mit mehr als 1000 Strophen bekannt sind, fand im 19. Jahrhundert Eingang in große Sammelwerke wie auch in regionale Gesangbücher. Im 19. Jahrhundert konnte noch eine fünfte und letzte Auflage von Weihes eigener Liedsammlung als Neudruck erscheinen. Vereinzelt wurde Weihes Lieddichtung auch in freikirchlichen Gemeinden Osteuropas und Amerikas bewahrt und wird dort bis in die Gegenwart tradiert.

## Schriften
- Das gute Ende der Hochedelgebohrnen Frauen, Catharina Margaretha Velhagen, gebohrnen Brandin, Welches schon im zwanzigsten Jahr ihres Alters erfolgte, sollte Der Wahrheit gemäß entwerffen Ein aufrichtiger Freund W.[eihe] F.[riedrich] A.[August]. Gedruckt mit Süvernischen Schriften, Bielefeld 1749.
- Sammlung neuer Lieder von alt-evangelischen Inhalt zum Bau des Reiches Gottes. Korbach 1762, 2. Aufl. Minden 1763, 3. Aufl. Hof 1772, 4. Aufl. Minden 1782, 5. Aufl. Berlin 1831.
- Fliegender Brief an alle Kinder Gottes von Friedrich August Weihe, evangelischem Prediger in Westphalen (Versifizierung von Woltersdorfs Fliegender Brief an die Jugend von der Glückseligkeit solcher Kinder und jungen Leute, die sich frühzeitig bekehren.) Franke, Minden 1752.
- Schriftmäßiges Zeugnis von Gnade und Recht, zum Bau der Kirche Christi in geistliche Lieder verfasset. Halle 1763.
- Zwey fliegende Briefe: der eine an alle Sünder, und der andere an alle Kinder Gottes, nebst der Bekehrung von ganzem Herzen als ein Anhang dazu gefüget. 4. Aufl. 1785
- Die Verschiedenheit und Einigkeit der Kinder Gottes [nach der Vorlage von Magnus Friedrich Roos (1727–1803): Christliche Gedanken von der Verschiedenheit und Einigkeit der Kinder Gottes]. Minden 1764.
- Köstliche Honigtropfen aus dem Felsen Christus (Versifizierung von Thomas Wilcox’ Köstliche Honigtropfen aus dem Felsen Christus, oder: ein kurzes Wort der Ermahnung an alle Gläubige und Sünder). [Traktat], Minden, o. D. [um 1767].
- Evangelischer Trost || oder || JEsus Christus || selber || vorgestellet || wie er in seinem Evangelio mit einer || wahrhaftig busfertigen Seele || redet || die von Herzen verlanget || nur ihm allein zu leben. || Aus dem Französischen übersetzt. || Johan Jacob Haaken, Herford 1767.
- Martin Gottfried Franke (Hrsg.): Sammlung erbaulicher Briefe [Fr. A. Weihes], vornehmlich Ermunterungen zum Glauben in sich enthaltend nebst einigen Liedern desselben Verfassers. Bd. 1. Franke, Minden 1774; 2. Aufl. Berlin 1840.
- Martin Gottfried Franke (Hrsg.): Zweyte Sammlung erbaulicher Briefe [Fr. A. Weihes], größtentheils Ermunterungen zum Glauben in sich enthaltend, nebst den übrigen noch ungedruckt gewesenen [55] Liedern desselben Verfassers und einem Gebetbüchlein. Franke, Minden 1776; 2. Aufl. Gütersloh 1847.
- N.N.: Zwei merkwürdige Briefe aus der Sammlung des seeligen Herrn Friedrich August Weihen, gewesenen Predigers zu Gohfeld. Basel 1813.